# Thiago Helguera
Thiago Emanuel Helguera Merello (ur. 26 marca 2006 w Paysandú) – urugwajski piłkarz występujący na pozycji defensywnego pomocnika, od 2023 roku zawodnik Nacionalu.